# تومي رايت (لاعب كرة قدم مواليد 1966)
تومي رايت (بالإنجليزية: Tommy Wright)‏ هو لاعب كرة قدم ومدرب كرة قدم بريطاني في مركز نصف الجناح، ولد في 10 يناير 1966 في دنفيرملين في المملكة المتحدة. لعب مع أولدهام أثلتيك وبرادفورد سيتي وسانت جونستون وليدز يونايتد وليستر سيتي ونادي دونكاستر روفرز ونادي ليفينغستون ونادي ميدلزبره.

## الإحصائيات
| الفريق                | من            | إلى          | السجل | السجل | السجل | السجل | السجل  | م. |
| الفريق                | من            | إلى          | ل     | ف     | ت     | خ     | فوز %  | م. |
| --------------------- | ------------- | ------------ | ----- | ----- | ----- | ----- | ------ | -- |
| سويندون تاون (النائب) | 18 أبريل 2021 | 26 مايو 2021 | 4     | 2     | 0     | 2     | 050٫00 |    |
| المجموع               | المجموع       | المجموع      | 4     | 2     | 0     | 2     | 050٫00 |    |

## وصلات خارجية
- تومي رايت (لاعب كرة قدم مواليد 1966) على موقع قاعدة بيانات كرة القدم.إي يو (الإنجليزية)
- تومي رايت (لاعب كرة قدم مواليد 1966) على موقع Soccerbase.com (لاعب) (الإنجليزية)
- تومي رايت (لاعب كرة قدم مواليد 1966) على موقع عالم كرة القدم.نت (الإنجليزية)